# Jean-Baptiste Pallegoix

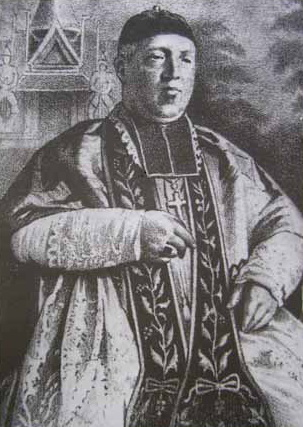
Jean-Baptiste Pallegoix (1805–1862)

Jean-Baptiste Pallegoix (* 24. Oktober 1805 in Combertault, Département Côte-d’Or; † 18. Juni 1862 in Bangkok) war ein französischer römisch-katholischer Ordensgeistlicher (Société des Missions Etrangères de Paris) und Missionar in Thailand. Er war von 1841 bis zu seinem Tod Apostolischer Vikar des östlichen Siam („Siam Orientale“, Vorläufer des Erzbistums Bangkok).

## Leben
Pallegoix trat mit 17 Jahren in das Priesterseminar in Dijon ein, später wechselte er nach Chambéry und 1827 in das Seminar der Pariser Mission. Am 31. Mai 1828 wurde er als Ordenspriester der Société des Missions Étrangères geweiht. Nach jeweils mehrmonatigen Aufenthalten in Macao und Singapur kam er 1830 in der siamesischen Hauptstadt Bangkok an. Er war für den Neuaufbau der Kirche der Unbefleckten Empfängnis und der Kalvarienkirche verantwortlich. Am 3. Juni 1838 wurde er zum Koadjutor des Apostolischen Vikars in Siam und Titularbischof von Mallus ernannt. Die Weihe nahm Bischof Jean-Paul Courvezy vor, der Apostolischer Vikar von Siam war. Im Jahr 1841 gründete Pallegoix ein neues Seminar in Bangkok, da König Rama III. katholischen Schülern verbot, zum Seminar nach Penang (damals britische Kolonie) auszureisen.
Durch ein päpstliches Breve vom 10. September 1841 wurde das Apostolische Vikariat Siam geteilt: Pallegoix wurde Apostolischer Vikar für das östliche Siam (was das Kerngebiet des Königreichs Siam im heutigen Zentralthailand umfasste), während Courvezy als Apostolischer Vikar des westlichen Siam sowie Malakka und Singapur die Zuständigkeit für die Katholiken auf der Malaiischen Halbinsel behielt. In Pallegoix’ Zuständigkeitsbereich lebten damals rund 4 300 Katholiken, darunter Vietnamesen, portugiesischstämmige Kambodschaner und Siamesen. Er stand als Apostolischer Vikar fünf einheimischen Priestern, einigen Katecheten und rund 20 Ordensgeistlichen vietnamesischer Herkunft vor.

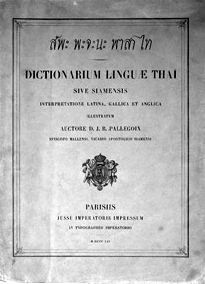
Einband des Wörterbuchs für Thai

Der Bischof wurde von König Mongkut (Rama IV.) geschätzt, der 1851 den Thron bestieg. Dieser hatte Pallegoix in den 1830er-Jahren, als er noch buddhistischer Mönch war, kennengelernt und beide tauschten sich über zahlreiche Probleme und Themen miteinander aus. Mongkut unterstützte Pallegoix bei der Arbeit an seinem Thai-Wörterbuch und brachte ihm die buddhistische Gelehrtensprache Pali bei, dieser revanchierte sich, indem er dem künftigen König Lateinunterricht gab. Mongkut wohnte später auch der Grablegung Pallegoix' bei.
Während einer zwischenzeitlichen Rückkehr nach Frankreich veröffentlichte Pallegoix 1854 eine landeskundliche Beschreibung Thailands, in der er auf Topographie, Naturkunde, Brauchtum, Gesetzgebung, Wirtschaft, Sprache, Literatur, Religion und Geschichte einging. Im selben Jahr legte er ein umfangreiches Wörterbuch des Thailändischen mit Übersetzung ins Lateinische, Französische und Englische vor. Damit war er ein früher Vertreter der europäischen Thaiistik.

## Werke
- Description du Royaume Thai; Paris 1854, 2 Bde. (Bd. II online); reprint: Farnborough 1969; engl.: Bangkok 2000, ISBN 974-753-405-3.
- Dictionarium linguae Thai sive Siamensis interpretatione Latina, Gallica et Anglica illustratum, Paris 1854, Reprint: Farnborough 1972. Das erste viersprachige Wörterbuch des Thailändischen mit Thai, Englisch, Französische und Lateinisch.